# Alloteratura nigrivertex
Alloteratura nigrivertex is een rechtvleugelig insect uit de familie sabelsprinkhanen (Tettigoniidae). De wetenschappelijke naam van deze soort is voor het eerst geldig gepubliceerd in 1924 door Heinrich Hugo Karny.